# ジャガロ・チャンピオンシップ・レスリング
ジャガロ・チャンピオンシップ・レスリング（Juggalo Championship Wrestling、略称：JCW）は、アメリカ合衆国のミシガン州ノヴィを拠点としているプロレス団体。

## 歴史
1999年、インセイン・クラウン・ポッシーがジャガロ・チャンピオンシット・レスリング（Juggalo Championshit Wrestling）の名称で設立して旗揚げ戦を開催したハードコアプロレス団体。「ジャガロ」は過激な発言や行動で知られるポッシーの男子ファンの総称。
2007年、名称をジャガロ・チャンピオンシップ・レスリング（Juggalo Championship Wrestling）に変更。

## タイトル
- JCWヘビー級王座
- JCWタッグ王座

## 所属選手

### 男子選手
- ザ・ウィードマン（The Weedman）
- コーポラル・ロビンソン（Corporal Robinson）
- コルト・カバナ（Officer Colt Cabana）
- コンゴ・コング（Kongo Kong）
- ザック・ゴーウェン（Zach Gowen）
- サブゥー（Sabu）
- ジミー・ジェイコブス（Jimmy Jacobs）
- ジャイルバード・マン（Jailbird Man）
- ジョシュ・モバード（Josh Movado）
- セクシー・スリム・グッデイ（Sexy Slim Goody）
- 2・タフ・トニー（2 Tuff Tony）
- トレイシー・スマザーズ（Tracy Smothers）
- ネクロ・ブッチャー（Necro Butcher）
- バトラー・ジヴァス（Butler Jeves）
- ババ・マッケンジー（Bubba Mackenzie）
- パウリー・トーマセリ（Pauly Thomaselli）
- バンピーロ（Vampiro）
- ヴィトー・トーマセリ（Vito Thomaselli）
- ビル・マーテル（Bill Martel）
- ブル・ペイン（Bull Pain）
- ブレイヤー・ウェリントン（Breyer Wellington）
- マッドマン・ポンド（Mad Man Pondo）
- ユージン（U-Gene）
- ライノ（Rhino）
- リングライダー・ブルー（Ring Ryda Blue）
- リングライダー・レッド（Ring Ryda Red）
- レイヴェン（Raven）
- ロブ・コンウェイ（Rob Conway）

### 女子選手
- アンバー・オニール（Amber O'Neal）
- イザベラ・スマザーズ（Isabella Smothers）